# ゲオルク・ペンツ
ゲオルク・ペンツ（Georg Pencz、1500年ころ - 1550年）は16世紀のドイツの画家、版画家である。ニュルンベルクで働いた。肖像画や寓意画、神話を題材とした作品などで知られる。異称はJörg Pentzとも、姓は Benntz、Bentz、Benzなどとされることがある。

## 生涯
出自ははっきりしていないが、現在のバイエルン州、ノイシュタット・アン・デア・アイシュ＝バート・ヴィンツハイム郡の Westheimに生まれたとする研究がある。文書にペンツの名前が現れるのは、1523年にニュルンベルクの市民であったことで、ペンツの初期の作品のスタイルから、この頃、版画家のアルブレヒト・デューラーの弟子であったと推定されている。
ドイツ農民戦争などの宗教的対立の混乱の後の1525年にペンツは、同じ版画家のバーテル・ベーハム(Barthel Beham)、ゼーバルト・ベーハム(Sebald Beham)とともに、無神論的な言動のために裁判にかけられ、ニュルンベルク追放の判決を受けるが、この年の暮れ、この処置は許されることになった。
ペンツはイタリアを訪れたと考えられていて、作品にはイタリア美術の影響が見られる。イタリアを訪れたのは1度目は1530年以前で、1542年にもイタリアを訪れたとされている。
1532年にかつてアルブレヒト・デューラーが務めていた、ニュルンベルクの「市の画家(Stadtmaler)」に任じられた。1550年にプロイセン公国のアルブレヒト公の宮廷画家に任じられ、宮廷のあるケーニヒスベルクに移る旅の途中のライプツィヒで没した。

## 作品

### 絵画

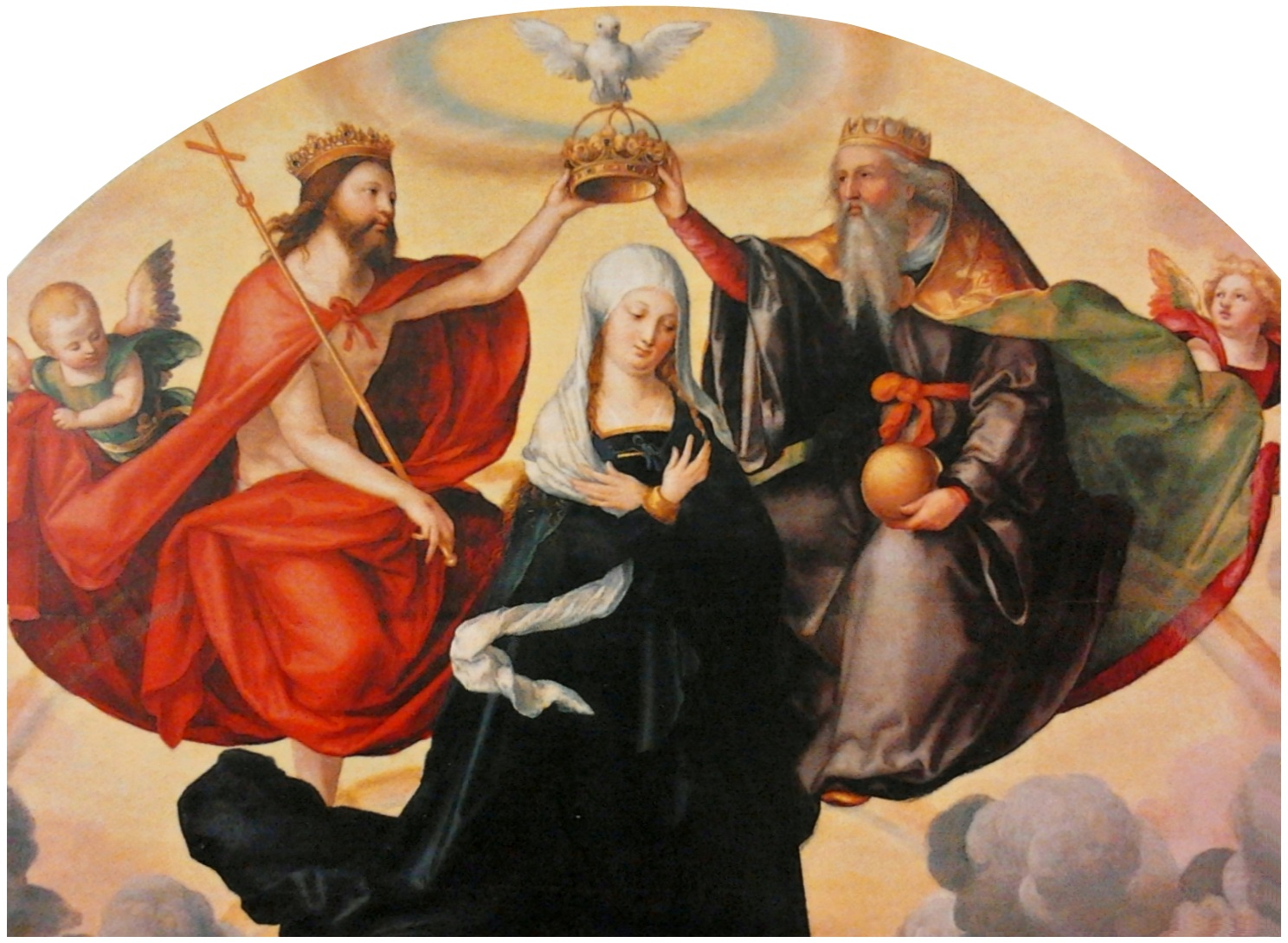
『聖母戴冠』(1530年代)
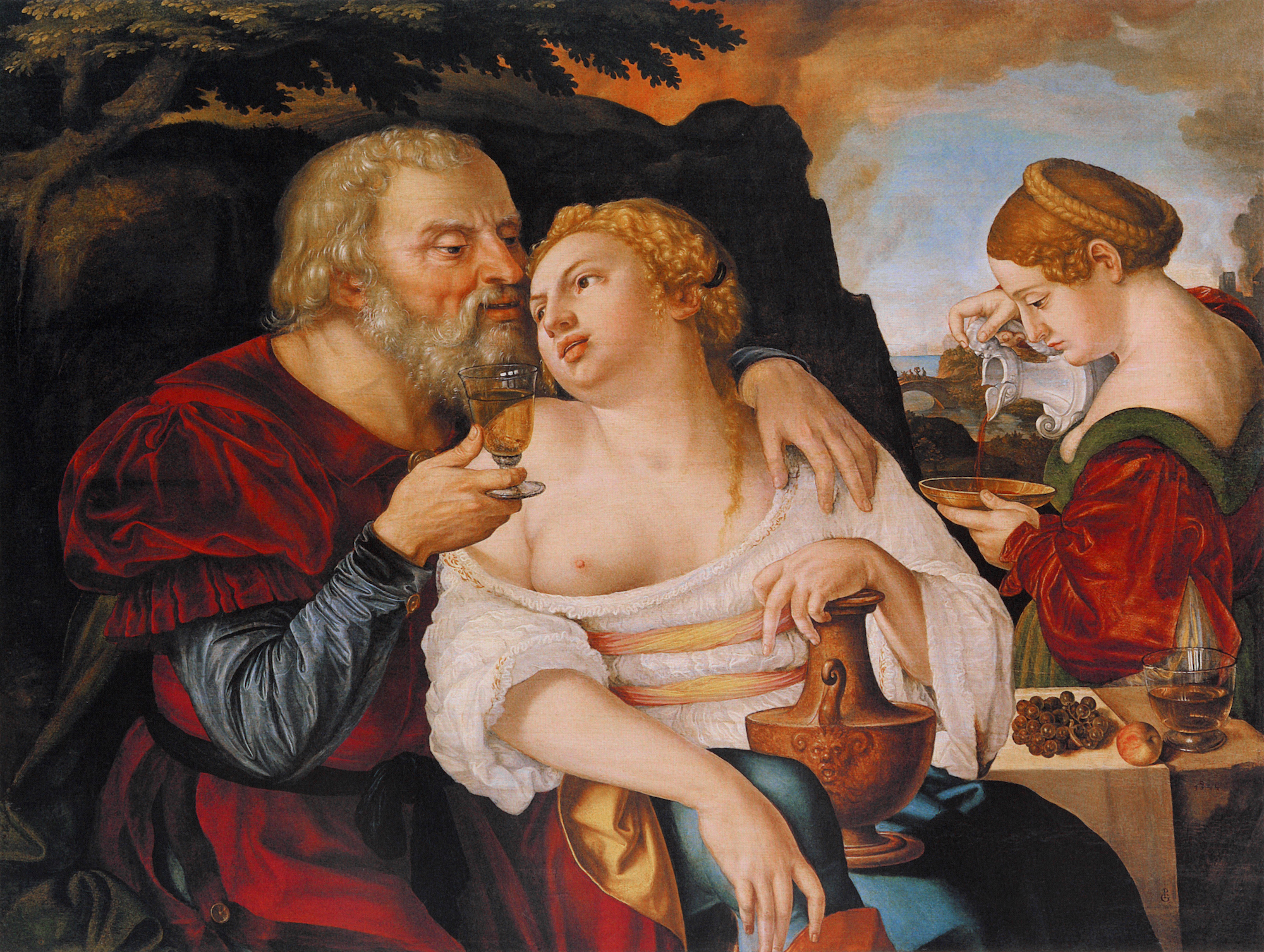
『ロトと娘たち』
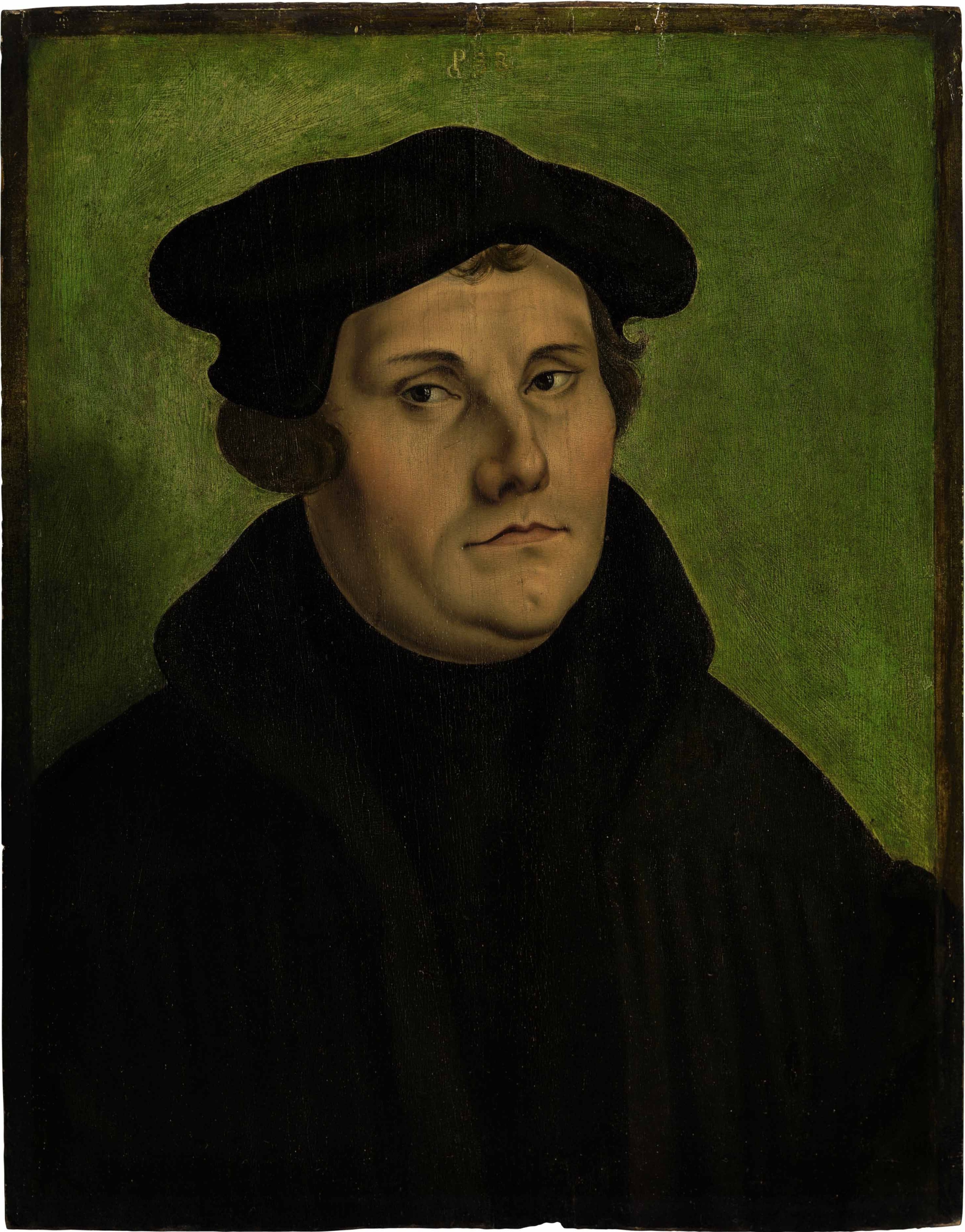
マルティン・ルター(1533)
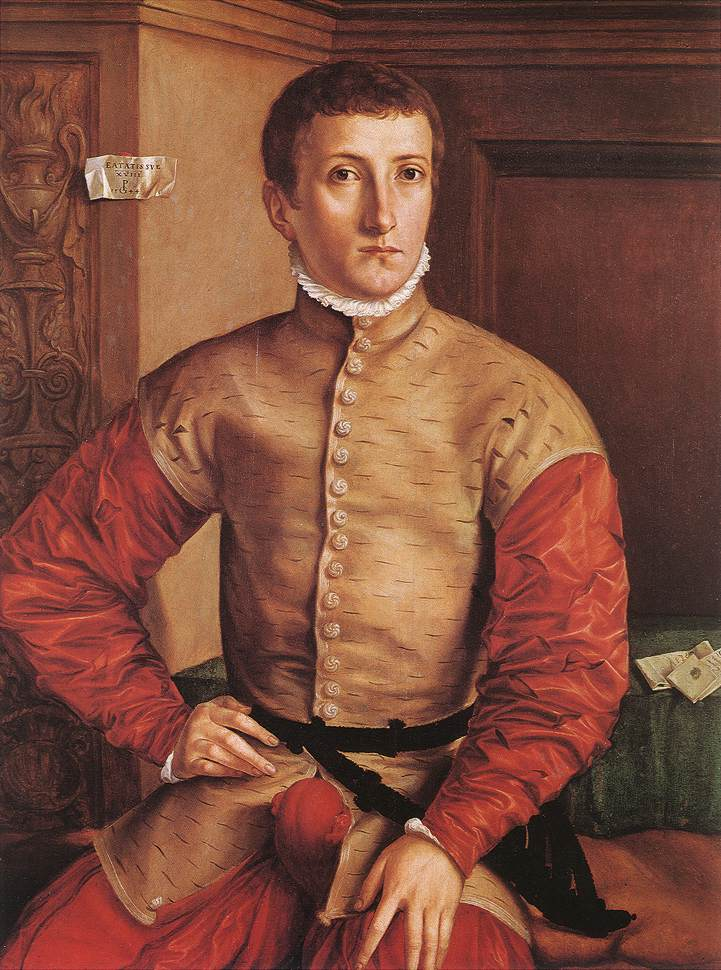
若者の座像(1544)

### 版画

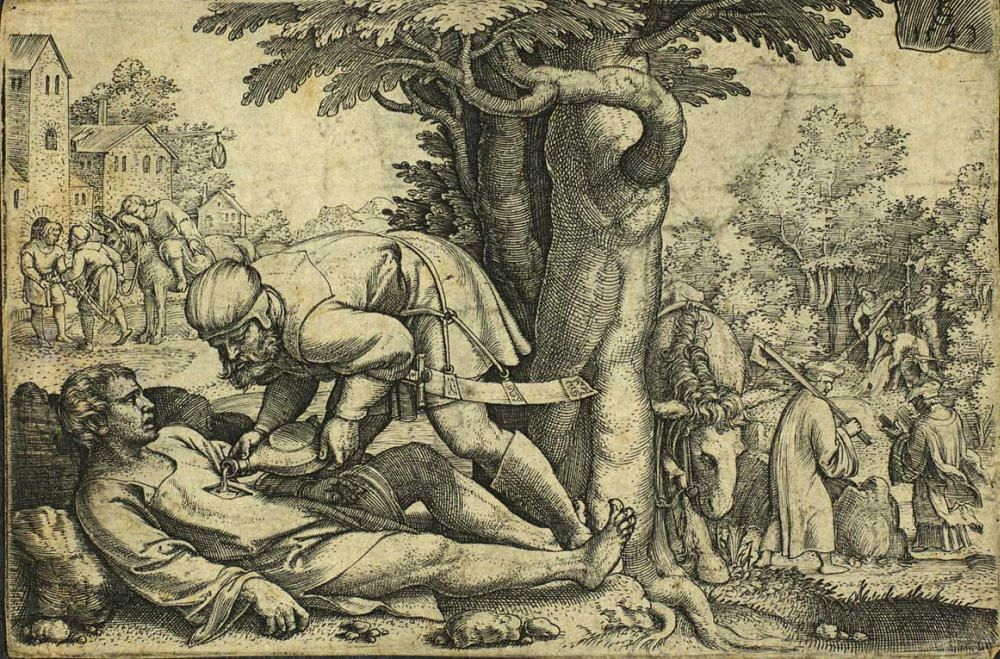
善きサマリア人
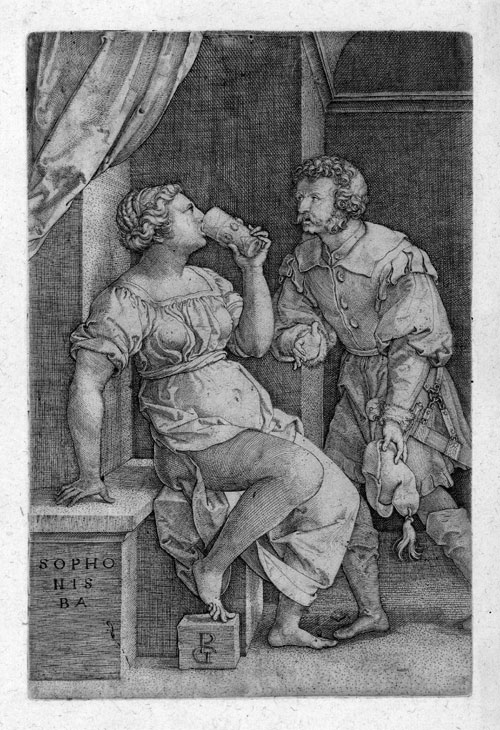
ソフォニスバ
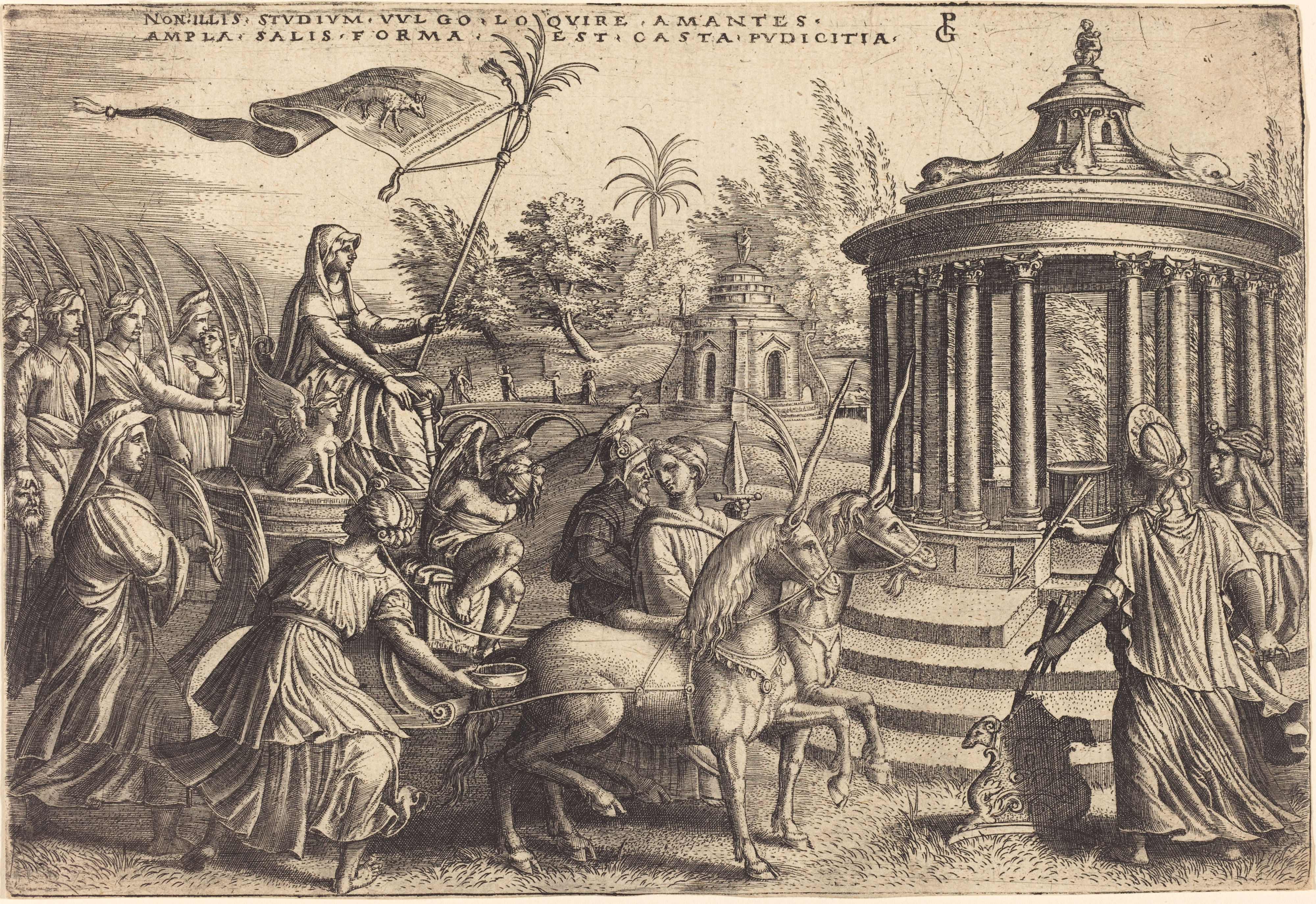
The Triumph of Chastity
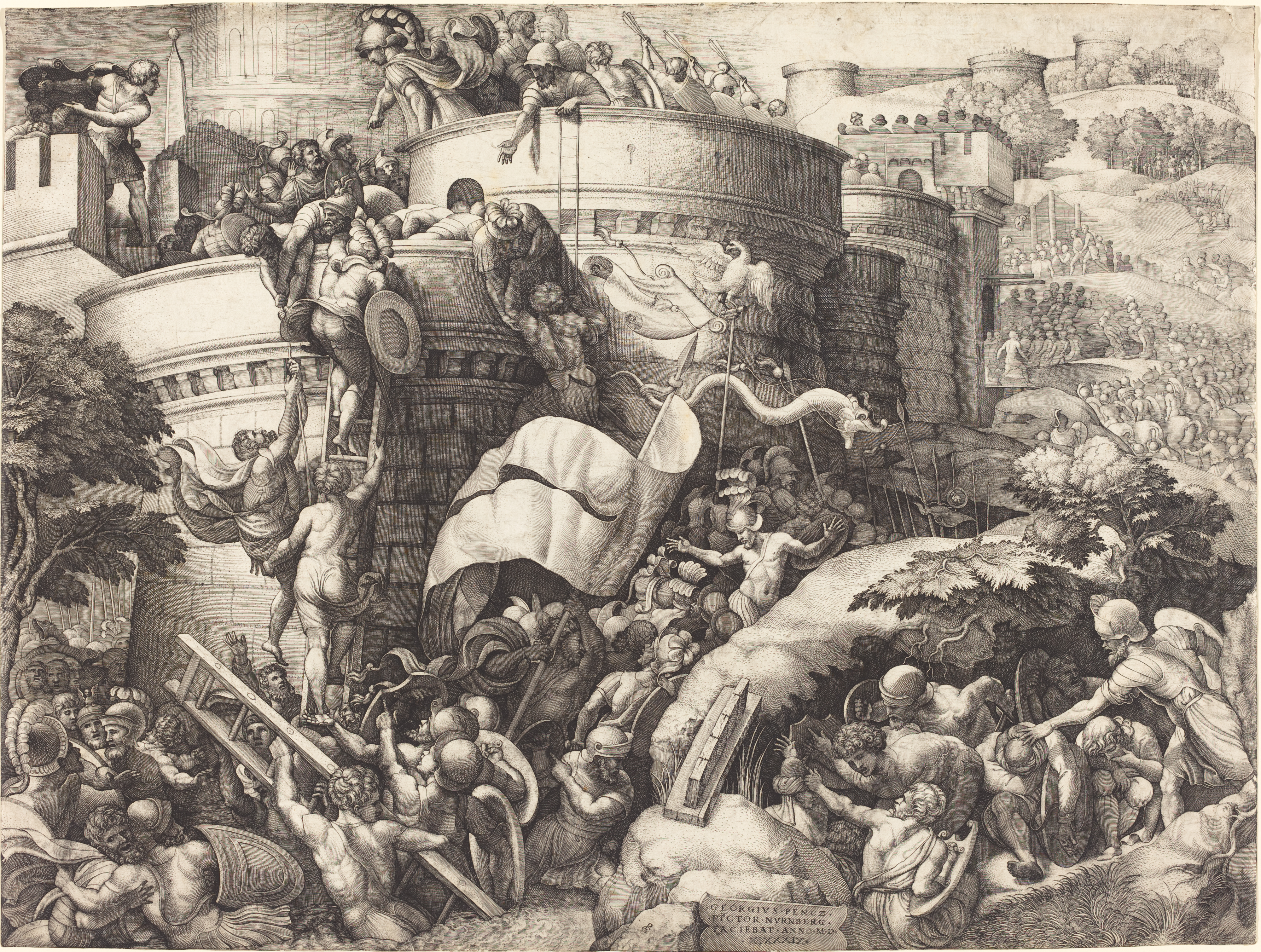
ジュリオ・ロマーノの原画による版画「カルタゴ攻略」